# Lofssjön
Lofssjön är en sjö i Härjedalens kommun i Härjedalen och ingår i Ljusnans huvudavrinningsområde. Sjön är 46,1 meter djup, har en yta på 17,4 kvadratkilometer och befinner sig 592,1 meter över havet. Sjön avvattnas av vattendraget Lofsen.

## Delavrinningsområde
Lofssjön ingår i det delavrinningsområde (688829-137179) som SMHI kallar för Utloppet av Lofssjön. Medelhöjden är 677 meter över havet och ytan är 127,52 kvadratkilometer. Räknas de 21 avrinningsområdena uppströms in blir den ackumulerade arean 400,79 kvadratkilometer. Lofsen som avvattnar avrinningsområdet har biflödesordning 2, vilket innebär att vattnet flödar genom totalt 2 vattendrag innan det når havet efter 306 kilometer. Avrinningsområdet består mestadels av skog (66 procent) och sankmarker (11 procent). Avrinningsområdet har 17,59 kvadratkilometer vattenytor vilket ger det en sjöprocent på 13,8 procent. Bebyggelsen i området täcker en yta av 2,71 kvadratkilometer eller 2 procent av avrinningsområdet.

## Historik
Nuvarande Lofssjön tillkom genom en reglering på 1950-talet. En damm byggdes söder om Glöte och gamla Lofssjön höjdes med 7 meter. Ett område täckande dåvarande Lofssjön, Stora och Lilla Röragssjön med omgivande mindre sjöar och vattendrag och en del landområden lades under vatten. Landsvägen västerut från Lofsdalen fick byggas om då sträckan delvis hamnade under vatten.